# Julia Tavalaro
Julia Tavalaro, geb. Horwat (* 31. Januar 1935 in Inwood (New York); † 19. Dezember 2003) war eine US-amerikanische Schriftstellerin. 1966 erlitt sie zwei Schlaganfälle und war seitdem stumm und fast vollständig gelähmt. Tavalaro veröffentlichte Gedichte in Zeitschriften sowie 1997 mit Richard Tayson ihre Autobiographie Look up for yes, die auch ins Deutsche übersetzt wurde.

## Biografie
Julia Horwat wuchs in einem hauptsächlich von Italienern bewohnten Viertel New Yorks auf. Ihre Eltern waren der aus Ungarn stammende Joseph Horwat (* 1908 in Budapest), ein ehemaliger Rennfahrer, der eine Autowerkstatt betrieb, und dessen Frau Mary Augustine (* 1901 in Krakau), deren Eltern aus Deutschland und Polen stammten. Julia hatte drei jüngere Geschwister, Joan (* 1937), Midge (* 1940) und Joey (* 1943). Die Familie lebte in eher ärmlichen Verhältnissen, zumal Joseph Horwat Alkoholiker war. Er schlug seine Kinder auch, war aber dennoch Julias großes Vorbild. Sie bewunderte, wie sie in ihrer Autobiographie schrieb, seinen kämpferischen Geist. Ihr Traum war, in die Fußstapfen ihres Vaters zu treten, und Rennfahrerin zu werden.
1955 verließen Julia und Joan Horwat das Elternhaus und zogen nach Far Rockaway. Im selben Jahr lernte Julia einen Soldaten namens Jim kennen, den sie im Februar 1956 heiratete. Ihre Eltern waren mit Jim nicht einverstanden, Joseph Horwat nahm an der Hochzeit nicht teil. Sie kritisierten, dass Jim zu viel Wert auf sein Aussehen lege. So trainierte er regelmäßig mit Hanteln. Julia Tavalaro schrieb später, sie habe Jim nicht geliebt, sondern sich nur körperlich zu ihm hingezogen gefühlt. Noch im selben Jahr wurde sie schwanger, und Jim, der keine Kinder wollte, machte ihr deshalb Vorwürfe. Es kam zur Trennung. Die Schwangerschaft endete allerdings mit einer Totgeburt.
Am 8. November 1963 heiratete Julia zum zweiten Mal. Ihr Mann war der italienischstämmige George Tavalaro, ein Golflehrer, der in ihrer Nachbarschaft in Inwood aufgewachsen war. Julia und George Tavalaro hatten eine gemeinsame Tochter, Judy (* 26. Mai 1965 in Far Rockaway).
Am 6. August 1966 erlitt Julia Tavalaro in ihrem Haus in Inwood einen Schlaganfall, der ihre linke Körperseite lähmte. Sie wurde ins Krankenhaus gebracht, wo sie fünf Tage später einen weiteren Schlaganfall erlitt. Dieser lähmte nun auch ihre rechte Körperhälfte. Da sie nicht mehr sprechen und nur noch ihren Kopf bewegen konnte, hielt man sie für komatös. Sie kam ins Goldwater Memorial Hospital auf Roosevelt Island, wo sie sechs Jahre lang kaum wie ein Mensch behandelt wurde. Pflegerinnen bezeichneten sie unter anderem als "Gemüse". Es gelang ihr nicht, sich bemerkbar zu machen. Ihre Schwester Joan und ihre Mutter waren zwar sicher, dass Julia Tavalaro in der Lage war, ihre Umgebung wahrzunehmen und zu denken, aber das Personal ließ sich nicht von ihnen überzeugen. Während dieser Zeit erlitt sie mehrere Lungenentzündungen und war nach Einschätzung der Ärzte mehrmals dem Tod sehr nahe.
Der Wendepunkt in Julia Tavalaros Leben war der Besuch der Sprachtherapeutin Arlene Kraat 1973. Diese stellte ihr einfache Fragen, auf die Tavalaro durch Augenbewegung antworten konnte. Daraufhin besserte sich ihre Situation. Kraat hatte bewiesen, dass Tavalaro durchaus noch in der Lage war zu denken und zu kommunizieren. Sie wurde wieder wie ein Mensch behandelt und unter anderem von Kraat, der Beschäftigungstherapeutin Joyce Sabari und einem Psychologen betreut. In den folgenden Jahren erhielt sie unter anderem einen Rollstuhl, den sie selbst mittels eines Schalters steuern konnte, und ein spezielles Schreibgerät.
Ab 1987 nahm Tavalaro an Schreibkursen teil, die von der von Jean Kennedy Smith begründeten Organisation Very Special Arts organisiert wurden. Leiterin der ersten Kurse war die Schriftstellerin Sharon Olds. 1991 lernte sie durch einen dieser Kurse Richard Tayson kennen, der sie beim Schreiben ihrer Autobiografie unterstützte. Durch den Erfolg des Buches konnte sie das Krankenhaus 1998 verlassen und in eine Pflegeeinrichtung für Behinderte ziehen, wo sie die letzten Jahre ihres Lebens relativ selbstständig leben konnte.
Gedichte von Tavalaro wurden ab den frühen 1990er-Jahren unter anderem in der Zeitschrift Breakthrough, der New York Times und der Los Angeles Times publiziert.